# 财主和拉撒路的比喻

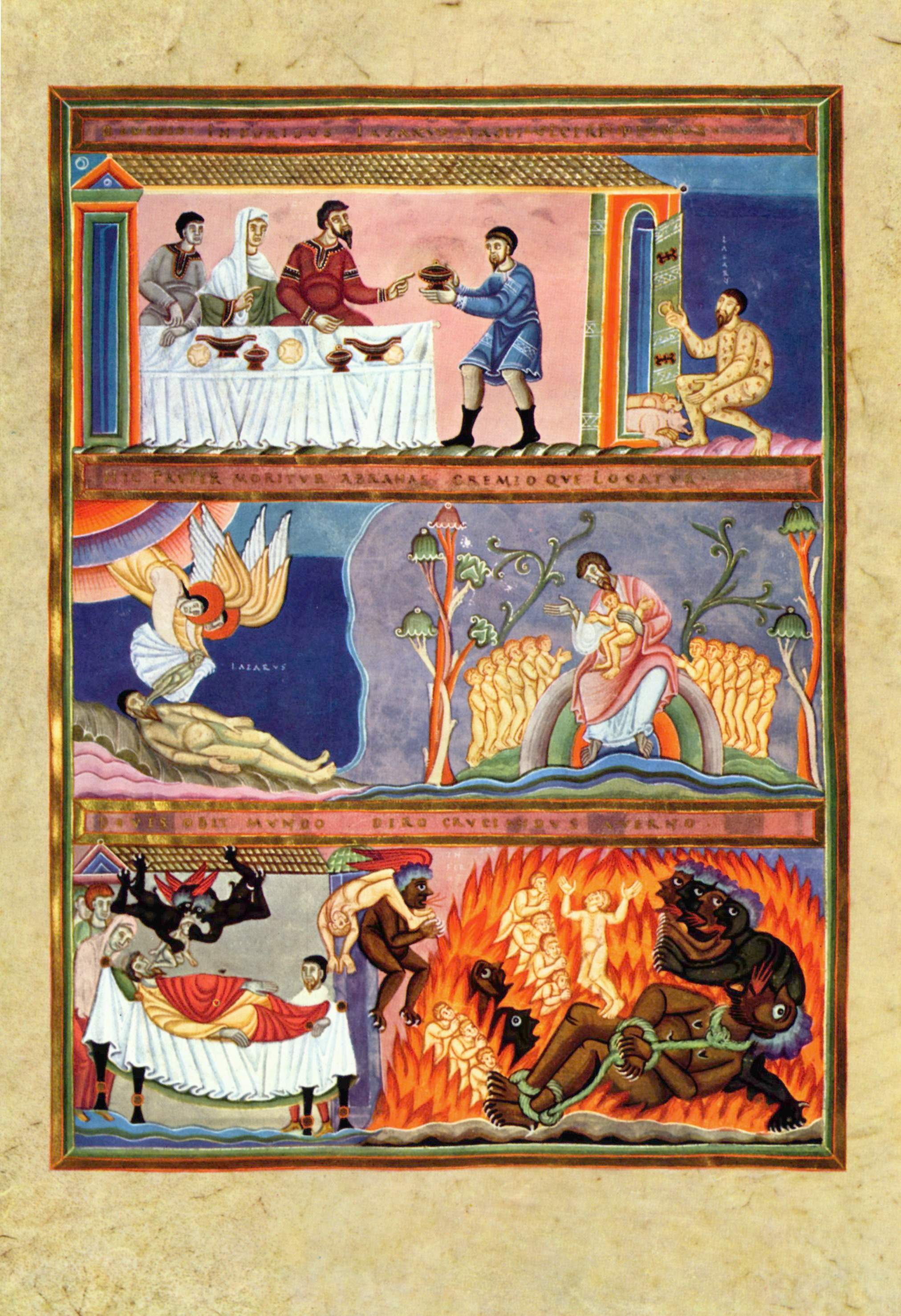
财主和拉撒路

在《新约圣经》里，财主和拉撒路的比喻是一个耶稣的比喻，见于《路加福音》第16章第19至31节。

## 聖經譯文
|                            | 有一個財主，穿著紫色袍和細麻布衣服，天天奢華宴樂。 20 又有一個討飯的名叫拉撒路，渾身生瘡，被人放在財主門口， 21 要得財主桌子上掉下來的零碎充飢，並且狗來舔他的瘡。 22 後來那討飯的死了，被天使帶去放在亞伯拉罕的懷裡。財主也死了，並且埋葬了。 23 他在陰間受痛苦，舉目遠遠地望見亞伯拉罕，又望見拉撒路在他懷裡， 24 就喊著說：『我祖亞伯拉罕哪，可憐我吧！打發拉撒路來，用指頭尖蘸點水，涼涼我的舌頭，因為我在這火焰裡極其痛苦。』 25 亞伯拉罕說：『兒啊，你該回想你生前享過福，拉撒路也受過苦；如今他在這裡得安慰，你倒受痛苦。 26 不但這樣，並且在你我之間有深淵限定，以致人要從這邊過到你們那邊是不能的，要從那邊過到我們這邊也是不能的。』 27 財主說：『我祖啊，既是這樣，求你打發拉撒路到我父家去， 28 因為我還有五個弟兄，他可以對他們作見證，免得他們也來到這痛苦的地方。』 29 亞伯拉罕說：『他們有摩西和先知的話可以聽從。』 30 他說：『我祖亞伯拉罕哪，不是的，若有一個從死裡復活的，到他們那裡去的，他們必要悔改。』 31 亞伯拉罕說：『若不聽從摩西和先知的話，就是有一個從死裡復活的，他們也是不聽勸。』 |
| ——《路加福音》16章19至31節 | |

## 解釋
比喻的財主代表法利賽人和撒都该人（撒都该人穿紫色袍和細麻布衣服），而討飯的代表不但是贫穷的人，也代表罪人（因當時生瘡在犹太教認爲衹有罪人才生瘡）。貧窮的人在這比喻特有名字“拉撒路”；耶稣的比喻衹在這裏有名字。財主尽管生活富足，但它不伸出援手幫助窮困的拉撒路，自私冷漠，沒認真遵守上帝要人愛別人的教導，所以要在陰間受苦。此外，這比喻也是预言耶穌復活拉撒路后，他自己也死裡复活，但法利賽人仍然不信耶穌。